# Samtgemeinde Grasleben

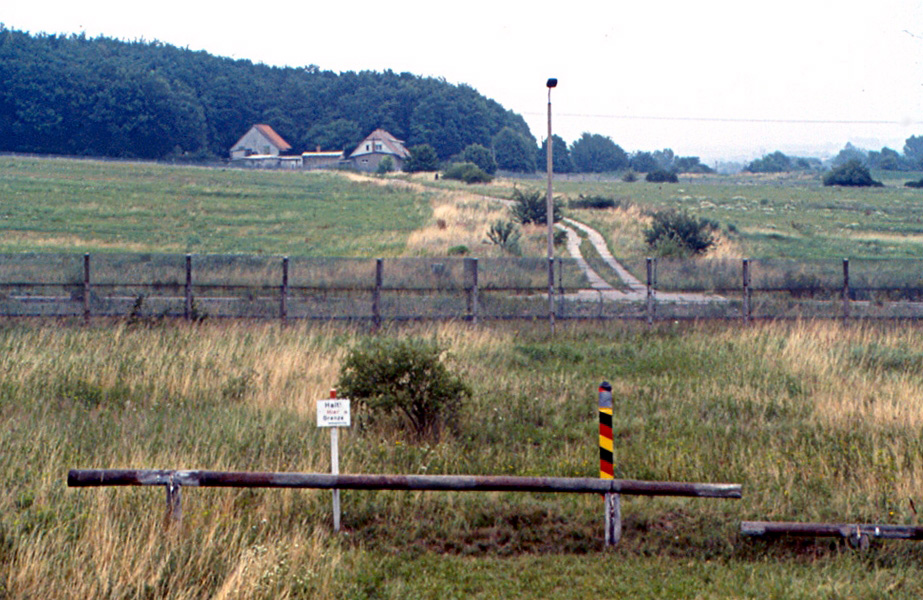
Grenzanlagen bei Grasleben im Jahr 1989

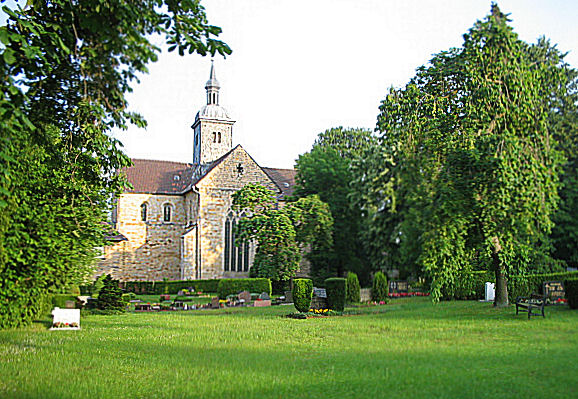
Klosterkirche Mariental

Die Samtgemeinde Grasleben ist eine Verwaltungsgemeinschaft mit etwa 5000 Einwohnern im Landkreis Helmstedt, Niedersachsen (Deutschland).

## Geografie
Landschaftlich liegt die Samtgemeinde am Lappwald. Die Kreisstadt Helmstedt, die nur etwa 9 km vom Verwaltungssitz Grasleben entfernt ist, grenzt südlich der Samtgemeinde an. Weiterhin grenzt die Samtgemeinde im Süden an die Samtgemeinde Nord-Elm, im Westen an die Stadt Königslutter am Elm und im Norden an die Samtgemeinde Velpke. Im Osten grenzt die Stadt Oebisfelde-Weferlingen des Landkreises Börde an. Die östliche Samtgemeindegrenze ist gleichzeitig die Landesgrenze zu Sachsen-Anhalt. Bis zur deutschen Wiedervereinigung 1990 war das gleichzeitig die sogenannte Innerdeutsche Grenze.

## Samtgemeindegliederung
Zur Samtgemeinde gehören die Gemeinden Mariental, Querenhorst und Rennau sowie Grasleben, wo sie ihren Verwaltungssitz hat.
Das 15,81 km² große und unbewohnte gemeindefreie Gebiet Mariental trennt die Samtgemeinde in zwei nicht zusammenhängende Teile: Rennau und Mariental im Südwesten sowie die beiden anderen Mitgliedsgemeinden im Nordosten.
Siehe auch: Liste der Straßen und Plätze in der Samtgemeinde Grasleben

## Geschichte
Die Samtgemeinde wurde 1974 im Rahmen der Gebietsreform gebildet.

## Politik

### Samtgemeinderat
Der Samtgemeinderat Grasleben besteht aus 14 Ratsfrauen und Ratsherren. Dies ist die festgelegte Anzahl für eine Gemeinde mit einer Einwohnerzahl zwischen 3.001 und 5.000 Einwohnern. Die Ratsmitglieder werden durch eine Kommunalwahl für jeweils fünf Jahre gewählt. Neben den 14 in der Gemeinderatswahl gewählten Mitgliedern ist außerdem der hauptamtliche Bürgermeister im Rat stimmberechtigt.
Aus dem Ergebnis der Kommunalwahl 2021 ergab sich folgende Sitzverteilung:
| Samtgemeinderat 2021Insgesamt 14 Sitze - SPD: 3 - BLSG: 2 - FDP: 1 - LF: 1 - CDU: 7 | Samtgemeinderatswahl 2021Wahlbeteiligung: 60,96 % 50403020100 49,96 %25,60 %11,97 %7,06 %5,46 % CDUSPDBLSGcFDPLFeAnmerkungen:c Bürgerliste Samtgemeinde Graslebene Lappwald Fraktion |

### Samtgemeindebürgermeister
Hauptamtlicher Samtgemeindebürgermeister ist der parteilose Gero Janze, der von der CDU unterstützt wurde. Bei der Wahl zum Samtgemeindebürgermeister 2020 wurde er ohne Gegenkandidaten mit 86,89 Prozent der Stimmen gewählt.